# Oryzaephilus genalis
Oryzaephilus genalis es una especie de coleóptero de la familia Silvanidae.

## Distribución geográfica
Habita en la India y en Sri Lanka.